# Timmerflottarens brud
Timmerflottarens brud (finska: Tukkipojan morsian) är en finländsk dramafilm från 1931, regisserad av Erkki Karu.
Det är midsommaraftonskväll och den rike gårdsägaren Eetu Mikkola (Aku Käyhkö) försöker flörta med den vackra Leena Koski (Helena Koskinen), men hon är inte intresserad av honom och blir istället förälskad i timmerflottaren Erkki (Urho Somersalmi). Hennes pappa Kustaa (Hemmo Kallio) hade hellre sett sin dotter tillsammans med Eetu, som nu samlar byns män och går emot Erkki och timmerflottarna...

## Skådespelare (urval)[1]
- Urho Somersalmi
- Hemmo Kallio
- Uuno Montonen
- Helena Koskinen
- Hilja Jorma
- Gunnar Calenius
- Yrjö Tuominen
- Kyösti Käyhkö
- Aku Käyhkö
- Alfred Roini
- Jaakko Korhonen
- Reino Wolanen